# 1½ rubla – 10 złotych (1833–1841)
1½ rubla – 10 złotych (1833–1841) – dwunominałowa moneta o wartości 1½ rubla i jednocześnie dziesięciu złotych, przygotowana dla Królestwa Kongresowego okresu po powstaniu listopadowym, wprowadzona do obiegu na terenie Królestwa ukazem carskim z 27 stycznia 1833 r., a na terenie całego Imperium Rosyjskiego ukazem z dnia 1 maja 1834 r. Moneta była bita, początkowo w mennicy w Petersburgu, od 1835 r. również w Warszawie, w srebrze, w latach 1833–1841, według rosyjskiego systemu wagowego – zołotnikowego, opartego na funcie rosyjskim.

## Awers
Na tej stronie umieszczono orła cesarstwa rosyjskiego – dwugłowy orzeł z trzema koronami, w prawej łapie trzyma miecz i berło, w lewej jabłko królewskie, na piersi tarcza herbowa ze Św. Jerzym na koniu powalającym smoka, wokół tarczy łańcuch z krzyżem Św. Andrzeja, na skrzydłach orła sześć tarcz z herbami – z lewej strony Kazania, Astrachania, Syberii, z prawej strony Królestwa Polskiego, Krymu i Wielkiego Księstwa Finlandii. Na dole, po obu stronach ogona orła, znajduje się znak kierownika mennicy w Petersburgu Mikołaja Graczowa – litery Н Г (pol. N G), a w przypadku monet bitych w Warszawie znak mennicy – litery M W. Dookoła umieszczono napis:

ЧИСТАВО СЕРЕБРА 6 ЗОЛОТНИКОВЪ 31½ ДОЛЕЙ

## Rewers
Na tej stronie w wieńcach laurowym (z lewej) i dębowym (z prawej) przewiązanych wstążką u dołu, umieszczono nominał 1½, pod nim „РУБЛЯ.”, poniżej nominał 10, pod nim „ZŁOT•.”, poniżej rok bicia 1833, 1834, 1835, 1836, 1837, 1838, 1839, 1840 lub 1841, po roku kropka. Wieńce laurowy i dębowy składają się z ośmiu kępek każdy. W wieńcu laurowym umieszczono po kolejnych kępkach jagody – licząc od góry po pierwszej jedna, po drugiej trzy, po trzeciej dwie, po czwartej dwie, po piątej dwie, po szóstej trzy i po siódmej też trzy jagody. W wieńcu dębowym umieszczono po kolejnych kępkach żołędzie – licząc od góry po pierwszej jeden, a po następnych po dwa żołędzie.

## Rant
Na rancie umieszczono wklęsły napis:

СЕР•83⅓ ПРОБЫ 7 ЗОЛ•2721/25 ДОЛЬ•

## Opis
Monetę bito w srebrze próby 868, na krążku o średnicy 40 mm, masie 31,1 grama. Według sprawozdań mennic w latach 1833–1841 w obieg wypuszczono 1 101 731 monet, z czego 632 053 sztuk z mennicy w Petersburgu oraz 469 678 sztuk z mennicy w Warszawie.
Stopień rzadkości poszczególnych roczników i typów monet przedstawiono w tabeli:
| Rocznik                    | Znak mennicy | Stopień rzadkości | Szacowana liczba egzemplarzy | Zdjęcie |
| -------------------------- | ------------ | ----------------- | ---------------------------- | ------- |
| 1½ rubla – 10 złotych 1833 | Н Г          | R1                | 15 001–80 000                |         |
| 1½ rubla – 10 złotych 1834 | Н Г          | R2                | 3001–15 000                  |         |
| 1½ rubla – 10 złotych 1835 | Н Г          | R1                | 15 001–80 000                |         |
| 1½ rubla – 10 złotych 1835 | M W          | R3                | 601–3000                     |         |
| 1½ rubla – 10 złotych 1836 | Н Г          | R1                | 15 001–80 000                |         |
| 1½ rubla – 10 złotych 1836 | M W          | R1                | 15 001–80 000                |         |
| 1½ rubla – 10 złotych 1837 | Н Г          | R2                | 3001–15 000                  |         |
| 1½ rubla – 10 złotych 1837 | M W          | R1                | 15 001–80 000                |         |
| 1½ rubla – 10 złotych 1838 | Н Г          | R7                | 4–6                          |         |
| 1½ rubla – 10 złotych 1838 | M W          | R3                | 601–3000                     |         |
| 1½ rubla – 10 złotych 1839 | Н Г          | R7                | 4–6                          |         |
| 1½ rubla – 10 złotych 1839 | M W          | R4                | 121–600                      |         |
| 1½ rubla – 10 złotych 1840 | Н Г          | R6                | 7–25                         |         |
| 1½ rubla – 10 złotych 1840 | M W          | R4                | 121–600                      |         |
| 1½ rubla – 10 złotych 1841 | Н Г          | R7                | 4–6                          |         |
| 1½ rubla – 10 złotych 1841 | M W          | R2                | 3001–15 000                  |         |

Ponieważ daty na monecie mieszczą się w latach panowania Mikołaja I, więc w numizmatyce rosyjskiej zaliczana jest do kategorii monet tego cara.
Liczba znanych odmian łącznie z wszystkich lat bicia wynosi:
- z mennicy w Petersburgu – 39[19] (z uwzględnieniem wariantów – 44[20])
- z mennicy w Warszawie – 20[21] (z uwzględnieniem wariantów – 33[22])